# Djikando
Djikando est une commune rurale située dans le département de Gaoua de la province du Poni dans la région Sud-Ouest au Burkina Faso.

## Géographie
Djikando est situé à environ 4 km au nord-ouest du centre de Gaoua, le chef-lieu du département, ainsi qu'à 3 km au nord de la route nationale 11 et à 2 km à l'ouest de la route nationale 12.

## Économie
Djikando bénéficie de sa proximité avec la ville de Gaoua.

## Santé et éducation
Le centre de soins le plus proche de Djikando est le centre hospitalier régional (CHR) de la province à Gaoua.
La commune possède une école primaire.